# Metro v Hanoji
Metro v Hanoji je historicky prvním metrem ve Vietnamu. První linka byla otevřena 6. listopadu 2021, druhá v roce 2024. Druhá metro síť byla ve Vietnamu otevřena až o 3 roky později, v Ho Či Minově Městě.

## Výstavba
Výstavba první linky (T2A) byla schválena v roce 2008, a výstavba začala v roce 2011.

## Linky
V roce 2024 byly v provozu dvě linky, T2A a T4. V různých fázích příprav bylo další 13 linek a výrazné rozšíření stávající linky T2A. Celkově by tak do roku 2024 mělo být v Hanoji 15 linek.
| Linka | Délka   | Počet stanic | Datum otevření    |
| ----- | ------- | ------------ | ----------------- |
| T2A   | 13,1 km | 12           | 6. listopadu 2021 |
| T3    | 8,5 km  | 8            | 8. srpna 2024     |
| T1    | 36 km   | 32           | Ve fázi příprav   |
| T2    | 24,5 km |              | Ve fázi příprav   |
| T4    | 54 km   | 41           | Ve fázi příprav   |
| T5    | 38,4 km | 21           | Ve fázi příprav   |
| T6    | 43 km   | 29           | Ve fázi příprav   |
| T7    | 28 km   | 23           | Ve fázi příprav   |
| T8    | 37 km   | 26           | Ve fázi příprav   |
| T9    |         |              | Ve fázi příprav   |
| M1    | 11 km   |              | Ve fázi příprav   |
| M2    | 22 km   |              | Ve fázi příprav   |
| M3    | 11 km   |              | Ve fázi příprav   |